# Christopher Tugendhat
Christopher Samuel Tugendhat (Londen, 23 februari 1937) is een Brits politicus en journalist. Tussen 1970 en 1977 was hij voor de Conservatieve Partij lid van het Lagerhuis. Tussen 1977 en 1985 was hij Europees commissaris namens het Verenigd Koninkrijk. Sinds 1993 is hij als Lord Tugendhat lid van het Hogerhuis.

## Biografie
Tugendhat is de zoon van dr Georg Tugendhat en Maire Littledale. Zijn vader was van Oostenrijks-Joodse afkomst en studeerde na de Eerste Wereldoorlog aan de London School of Economics. Zijn moeder was van Ierse afkomst.
Tugendhat kreeg een rooms-katholieke opvoeding. Hij volgde middelbaar onderwijs aan het Ampleforh College en studeerde aan het Gonville and Caius College van de Universiteit van Cambridge. Na de universiteit werkte Tugendhat als journalist. Tussen 1960 en 1970 was hij redacteur bij The Financial Times.
Tugendhats jongere broer Michael was rechter aan het Hooggerechtshof van het Verenigd Koninkrijk. Diens zoon Tom Tugendhat is sinds 2015 lid van het Lagerhuis voor de Conservatieve Partij.

## Politieke loopbaan
Tussen 1970 en 1977 was Tugendhat namens de Conservatieve Partij lid van het Lagerhuis. Hij nam ontslag toen hij werd benoemd tot Europees commissaris. Tugendhat werd door de Labour-regering genomineerd als commissaris, en moest concurreren met een partijgenoot die genomineerd was door de Conservatieve leider Margaret Thatcher.Hij werd in 1981 door Thatcher, inmiddels premier, herbenoemd. Tugendhat bleef Europees Commissaris tot 1985.
Op 3 december 1980 werd Tugendhat onderweg naar huis in Brussel, beschoten. Twee kogels wisten hem net niet te raken. De aanslag werd opgeëist door de IRA.
Na zijn vertrek bij de Europese Commissie was Tugendhat van 1986 tot 1995 voorzitter van het Royal Institute for International Affairs (Chatham House) en van 1986 tot 1991 van de Civil Aviation Authority (Burgerluchtvaart Autoriteit).In 1993 werd hij op voordracht van John Major voor het leven benoemd tot lid van het House of Lords .

## Publicaties (selectie)
- Oil: The Biggest Business (1968)
- Multinationals (1971)
- Making Sense of Europe (1986)
- Options for British Foreign Policy in the 1990s (Chatham House Papers)
- A History of Britain through Books 1900-1964 (2019)
- The Worm in the Apple (2022)

 Frans Andriessen ·  Richard Burke ·  Claude Cheysson* ·  Giorgios Contogeorgis ·  Poul Dalsager ·  Étienne Davignon ·  Antonio Giolitti ·  Finn Olav Gundelach** ·  Wilhelm Haferkamp ·  Karl-Heinz Narjes ·  Lorenzo Natali ·  Michael O'Kennedy* ·  François-Xavier Ortoli ·  Edgard Pisani ·  Ivor Richard ·  Gaston Thorn ·  Christopher Tugendhat 
  * afgetreden, ** overleden 
 Guido Brunner ·  Richard Burke ·  Claude Cheysson ·  Étienne Davignon ·  Antonio Giolitti ·  Finn Olav Gundelach ·  Wilhelm Haferkamp ·  Roy Jenkins ·  Lorenzo Natali ·  François-Xavier Ortoli ·  Christopher Tugendhat ·  Raymond Vouel ·  Henk Vredeling